# Тон, Петр
Петр Тон (чеш. Petr Ton, родился 8 октября 1973 в Слани) — бывший чешский хоккеист, нападающий. Чемпион Чехии 2006 и 2007 годов. Рекордсмен чешской Экстралиги по забитым шайбам за всю историю (384 гола). Завершил игровую карьеру в 2018 году.

## Карьера
Петр Тон начал свою карьеру в 19 лет, дебютировав в чемпионате Чехословакии за «Кладно». По ходу сезона 1997/98 отправился в Финляндию, где отыграл почти 6 сезонов за команды «Йокерит», «Эспоо Блюз», «Ювяскюля» и «Кярпят». Летом 2003 года Тон вернулся в Чехию, подписав контракт с пражской «Спартой». За 11 сезонов в «Спарте» он дважды становился чемпионом Экстралиги, также два раза был лучшим бомбардиром и три раза лучшим снайпером чешского чемпионата. После 11 лет в «Спарте» он перешёл в «Комету», за которую провёл следующие 2 сезона. По окончании сезона 2015/16 вернулся в родную команду «Кладно». В полуфинальной серии плей-офф чешской первой лиги 2017 года против «Дуклы» Тон получил травму руки. После операции и восстановления приступил к тренировкам, но в феврале 2018 года объявил о завершении игровой карьеры в возрасте 44 лет.
С 1996 по 2008 год играл за сборную Чехии на этапах Еврохоккейтура.
Летом 2019 года был назначен спортивным директором пражской «Спарты».

## Достижения

### Командные
Чемпион Чехии 2006 и 2007
 Серебряный призёр чемпионата Финляндии 2003
 Бронзовый призёр молодёжного чемпионата мира 1993, чемпионатов Чехии 1994, 2004, 2009, 2014, 2015 и чемпионата Финляндии 1998

### Личные
- Лучший бомбардир чешской Экстралиги 2008 (43 очков) и 2014 (67)
- Лучший снайпер чешской Экстралиги 2006 (24 гола), 2010 (34) и 2014 (35)
- Лучший хоккеист Экстралиги 2014
- Рекордсмен чешской Экстралиги по забитым шайбам за всю историю (384 гола)

## Статистика
- Чешская экстралига — 912 игр, 767 очков (384 шайбы + 383 передачи)
- Финская лига — 300 игр, 234 очка (111+123)
- Первая чешская лига — 55 игр, 41 очко (18+23)
- Чемпионат Чехословакии — 25 игр, 10 очков (7+3)
- Сборная Чехии — 20 игр, 6 шайб
- Европейский трофей — 21 игра, 11 очков (5+6)
- Кубок Шпенглера — 6 игр, 5 очков (3+2)
- Кубок европейских чемпионов — 5 игр, 6 очков (3+3)
- Всего за карьеру — 1344 игры, 537 шайб

## Семья
Петр Тон женат, у него двое детей: дочь Натали (род. в 1997 г.) и сын Петр (род. в 2002 г.)